# Deyvid Sacconi
Deyvid Sacconi (født 10. april 1987) er en brasiliansk fodboldspiller.